# 人妻集団暴行致死事件
『人妻集団暴行致死事件』（ひとづましゅうだんぼうこうちしじけん）は、1978年製作・公開の日本映画。日活ロマンポルノの一作。カラー、シネマスコープ。
田中登監督、室田日出男主演。1979年のキネマ旬報では９位。日本アカデミー賞では優秀監督賞に選ばれた。

## あらすじ
埼玉県のとある町に暮らすガス工事店勤務の20歳の有田善作、自宅での農業手伝いの18歳の池本礼次、中卒で定職のないその日暮らしの20歳の歌川昭三のハミダシ者3人が偶然町で出会い、飲み明かしたあとに、停まっていたトラックから卵を盗んで川に投げ捨てる。
翌日、目撃者がいたため有田は逮捕されるが、池本の父親が卵の持ち主である江口泰造と知り合いだったため、弁償して警察への被害届を取り下げてもらう。
江口泰造も若い時はヤクザで散々、悪いことをしていたので、不良たちに理解を示し、3人に焼肉を奢ってあげて仲良くなる。
仲が良くなった4人はその後、飲み明かしたり一緒に過ごすことが多くなるが。
やがて3人が江口の妻の枝美子に惚れて、輪姦すると、枝美子は心臓発作で亡くなってしまう。
酔っぱらって後から入ってきた江口泰造に3人は謝るのだが、出て行けと言われて出ていく。
泰造は、枝美子の死体を風呂で丁寧に洗い、3人は警察に逮捕される。
泰造は、骨を川に撒いたあと自らも命を絶つのであった。

## スタッフ
- 監督 - 田中登
- 企画 - 佐々木志郎  ノンクレジット
- プロデューサー - 三浦朗
- 原案 - 長部日出雄
- 脚本 - 佐治乾
- 撮影 - 森勝
- 照明 - 直井勝正
- 録音 - 木村瑛二
- 美術 - 柳生一夫
- 編集 - 鈴木晄
- 助監督 - 中川良久
- 色彩計測 - 青柳勝義
- 現像 - 東洋現像所
- 製作担当者 - 服部紹男
- 音楽 - 石間秀機、 篠原信彦
- 演奏 - アビスリ

## キャスト
- 江口泰造（養鶏と鯉取で生計を立てる） - 室田日出男
- 江口枝美子（泰造の後妻） - 黒沢のり子
- 歌川昭三（定職のない） - 古尾谷雅人
- 池本礼次（自宅で農業手伝い） - 深見博
- 有田善作（ガス工事店勤務） - 酒井昭
- 尾関八重子（善作の彼女） - 志方亜紀子
- やまざとおかみ（居酒屋の女将） - 絵沢萠子
- 歌川加代（昭三の母） - 辻伊万里
- 小宮かね- 戸田春子
- 片山尚子 - 日夏たより
- 有田貞子 - 岡本麗
- 池本甚平 - 陶隆司
- 楠刑事 - 遠藤征慈
- 桐川優子 - 岡麻美
- 有田時子 - 神田時枝
- 歌川倉蔵 - 小松方正 山川弘乃
- 池本静子 - 工藤麻屋
- 歌川英夫 - 細川一正
- 有田繁夫 - 小見山玉樹
- さとる - 前田尚彦
- 年配の人夫 - 団巌
- やまざとの客 - 浜口竜哉
- ガス工事班長 - 木島一郎
- ガス工事の同輩 - 斉藤忠宏
- タクシー運転手 - 佐藤了一
- 料亭の料理人- 玉井謙介
- 私服刑事 - 中村哲仟
- 電車の中の女 - あきじゅん